# A Hard Day’s Night
A Hard Day’s Night – trzeci album studyjny zespołu The Beatles, wydany w 1964 roku jako soundtrack do ich pierwszego filmu o tej samej nazwie (→Noc po ciężkim dniu). 
Na rynku amerykańskim płyta została wydana 26 lipca 1964 roku, pod tym samym tytułem, ale ze zmienioną listą utworów (zobacz sekcja Edycja amerykańska).
W 2004 utwór tytułowy został sklasyfikowany na 153. miejscu listy 500 utworów wszech czasów magazynu Rolling Stone.

## Charakterystyka albumu
Album ten powstał u szczytu popularności zespołu, tzw. beatlemanii. Jest pierwszą płytą Beatlesów zawierającą wszystkie utwory autorstwa duetu Lennon/McCartney. Płyta zawiera piosenkę And I Love Her - pierwszą z miłosnych ballad napisanych przez Paula McCartneya. Wymyślenie tytułu przypisuje się perkusiście zespołu - Ringo Starrowi - jeszcze w czasach wyjazdów zespołu do Hamburga. Pierwsza strona albumu zawiera piosenki, które pojawiły się w filmie, druga zaś takie, które zostały napisane z myślą o nim, ale nie zostały w nim umieszczone. 
Płyta została ponownie wydana w roku 1987, w formie płyty CD, wraz z pozostałymi trzema pierwszymi albumami zespołu (Please Please Me, With The Beatles i Beatles for Sale).
W roku 2000 magazyn Q umieścił A Hard Day’s Night na 5. miejscu swojej listy 100 najlepszych brytyjskich albumów muzycznych. W 2003 album został sklasyfikowany na 388. miejscu listy 500 albumów wszech czasów magazynu Rolling Stone.

## Lista utworów
Wszystkie utwory duetu Lennon/McCartney. Głównym twórcą tej płyty był John Lennon. Aż 10 z 13 utworów jest przypisywanych jemu, jako głównemu kompozytorowi. Paul McCartney napisał 3 piosenki (Can't Buy Me Love, And I Love Her oraz Things We Said Today).

### Strona pierwsza
| 1. | „A Hard Day’s Night”               | 2:34  |
|    |                                    |       |
| 2. | „I Should Have Known Better”       | 2:43  |
|    |                                    |       |
| 3. | „If I Fell”                        | 2:19  |
|    |                                    |       |
| 4. | „I'm Happy Just to Dance with You” | 1:56  |
|    |                                    |       |
| 5. | „And I Love Her”                   | 2:30  |
|    |                                    |       |
| 6. | „Tell Me Why”                      | 2:09  |
|    |                                    |       |
| 7. | „Can't Buy Me Love”                | 2:12  |
|    |                                    |       |
|    |                                    | 16:23 |
|    |                                    |       |

### Strona druga
| 1. | „Any Time at All”      | 2:11  |
|    |                        |       |
| 2. | „I'll Cry Instead”     | 1:44  |
|    |                        |       |
| 3. | „Things We Said Today” | 2:35  |
|    |                        |       |
| 4. | „When I Get Home”      | 2:17  |
|    |                        |       |
| 5. | „You Can't Do That”    | 2:35  |
|    |                        |       |
| 6. | „I'll Be Back”         | 2:24  |
|    |                        |       |
|    |                        | 13:46 |
|    |                        |       |

## Edycja amerykańska
Na amerykańskim rynku muzycznym A Hard Day’s Night została wydana 26 lipca 1964 roku przez wytwórnię United Artists Records. Płyta zawierała siedem utworów, które pojawiły się w filmie („A Hard Day’s Night,” „Tell Me Why,” „I'm Happy Just to Dance with You,” „I Should Have Known Better,” „If I Fell,” „And I Love Her,” i „Can't Buy Me Love”). Poza tymi piosenkami zawierała także instrumentalne interpretacje czterech utworów („I Should Have Known Better,” „And I Love Her,” „Ringo's Theme (This Boy),” oraz „A Hard Day’s Night”) dokonane przez George’a Martina. Po tym gdy wytwórnia EMI wykupiła United Artists Records, płyta została ponownie wydana (17 sierpnia 1981), tym razem przez Capitol.

## Lista utworów edycji amerykańskiej
Wszystkie utwory autorstwa duetu Lennon/McCartney:

### Strona pierwsza
| 1. | „A Hard Day’s Night"                                 | 2:28  |
|    |                                                      |       |
| 2. | „Tell Me Why"                                        | 2:04  |
|    |                                                      |       |
| 3. | „I'll Cry Instead"                                   | 2:06  |
|    |                                                      |       |
| 4. | „I Should Have Known Better” (wersja instrumentalna) | 2:16  |
|    |                                                      |       |
| 5. | „I'm Happy Just to Dance with You"                   | 1:59  |
|    |                                                      |       |
| 6. | „And I Love Her” (wersja instrumentalna)             | 3:42  |
|    |                                                      |       |
|    |                                                      | 14:35 |
|    |                                                      |       |

### Strona druga
| 1. | „I Should Have Known Better"                       | 2:42  |
|    |                                                    |       |
| 2. | „If I Fell"                                        | 2:16  |
|    |                                                    |       |
| 3. | „And I Love Her"                                   | 2:27  |
|    |                                                    |       |
| 4. | „Ringo's Theme (This Boy)” (wersja instrumentalna) | 3:06  |
|    |                                                    |       |
| 5. | „Can't Buy Me Love"                                | 2:15  |
|    |                                                    |       |
| 6. | „A Hard Day’s Night” (wersja instrumentalna)       | 2:00  |
|    |                                                    |       |
|    |                                                    | 14:46 |
|    |                                                    |       |

## Twórcy
1. John Lennon - gitara, harmonijka, wokal
2. Paul McCartney - gitara basowa, pianino, wokal
3. George Harrison - gitara, wokal
4. Ringo Starr - perkusja, bongosy, wokal
5. George Martin - pianino, produkcja